# Jules Masurier
Pour les articles homonymes, voir Masurier.
Jules Masurier (aussi orthographié Mazurier), né au Havre le 2 mai 1812 et mort à Paris le 19 avril 1888, est un négociant-armateur, négrier et maire du Havre de 1874 à 1878.

## Biographie
Jules Masurier est le fils du négociant Louis Joseph Masurier et de Marthe Duboc. En 1800 est créée la maison de commerce L.J. Masurier. Succédant à Louis Masurier, Jules Masurier est directeur d'un armement qui compte vingt-neuf voiliers en 1860 ; il en comptera jusqu'à quarante en 1870.
Jules Masurier a aussi participé à la traite des Noirs illégale, celle-ci ayant été interdite en 1815. Il arme notamment le navire Le Philanthrope à destination de Montevideo, et qui est intercepté en 1840. Il s'agit du dernier navire négrier français identifié comme tel. Par la suite, il récidive et, en 1860, il fait armer le Don Juan pour transporter 850 captifs africains à Cuba, dont 243 meurent au cours de la traversée. Une fois à la Havane, il fait brûler son navire alors que son commerce désormais illégal est découvert. Bien que l'armateur est acquitté, cette affaire rendue publique contraint Masurier à quitter son poste à la Chambre de Commerce.
Cette histoire n'empêchera toutefois pas Jules Masurier de devenir le maire du Havre, de 1874 à 1878.
Marié à Louise Nast, petite-fille du manufacturier en porcelaine Jean Népomucène Hermann Nast (Manufacture de Nast), il est le beau-père de Charles Frédéric Quesnel et du colonel Raoul de Virieu.

## Hommage
Une rue porte son nom dans le centre-ville du Havre. Depuis le 6 mai 2024, un panneau explicatif posé par la mairie à la demande de l'association Mémoires & Partages rappelle les liens entre Jules Masurieret l'esclavage,.